# Trampolino Gigante Corno d’Aola
Trampolino Gigante Corno d’Aola je zapuščena italijanska skakalnica, ki se nahaja v kraju Ponte di Legno, Val Camonica, Brescia v pokrajini Lombardija. Leta 1935 je bil z 99,5 metri postavljen edini svetovni rekord na tej napravi.  

## Zgodovina
Skakalnica je bila zgrajena že leta 1928 in je bila v lasti smučarskega kluba Ponte di Legno. Bila je na nadmorski višini kar 1258 metrov. To je bila prva skakalnica v Italiji na kateri je bil dosežen prvi skok preko 100 metrov. In sicer je to leta 1935 uspelo Italijanu Bruno da Colu, ki je za dosežek prejel častno zlato medaljo-odlikovanje od samega Benita Mussolinija.
Do leta 1966 je bila skakalnica glavna turistična atrakcija, potem pa je prenehala delovati.

## Svetovni rekord
- 1935  Fritz Kainersdörfer 99,5 m